# Mick Jones
Mick Jones, nome artístico de Michael Geoffrey Jones (Brixton, 26 de junho de 1955), é um músico britânico. Foi guitarrista e vocalista da banda The Clash. Após sair desta banda por desentendimentos com os outros integrantes, participou da banda Big Audio Dynamite e em 2010 participou da banda virtual Gorillaz como integrante da formação real da banda, junto com o ex-companheiro de Clash Paul Simonon, fazendo as aparições ao vivo do grupo.